# Nazyan
Nazyan är ett distrikt i Afghanistan. Det ligger i provinsen Nangarhar, i den östra delen av landet, 160 km öster om huvudstaden Kabul.
Distriktet beräknades år 2022 ha cirka 17 000 invånare.